# Paul Gaudoin
Paul Gaudoin, né le 12 août 1975 à Perth, est un joueur australien de hockey sur gazon.

## Palmarès
- Médaille de bronze aux Jeux olympiques d'Atlanta en 1996
- Médaille de bronze aux Jeux olympiques de Sydney en 2000[1]